# Navia glandulifera
Navia glandulifera är en gräsväxtart som beskrevs av Bruce K. Holst. Navia glandulifera ingår i släktet Navia och familjen Bromeliaceae. Inga underarter finns listade i Catalogue of Life.